# Веретье-3 (Рыбинск)
Веретье-3 — микрорайон в городе Рыбинске Ярославской области. 

## География
Расположен к западу от городского центра и завода "НПО «Сатурн».
Микрорайон имеет форму пятиугольника. Ограничен улицей Суркова на севере, улицей Приборостроителей на востоке, улицей Черепанова на западе и проспектом Революции на юге и юго-западе.
Граничит с микрорайонами Шанхаем (Веретье-4), Веретье-2, Юго-западной промзоной. На востоке микрорайон граничит с дачным массивом «Зеленая зона», который пришел в упадок вследствие своего положения среди оживленных магистралей и предполагается под снос.

## Топоним
Название микрорайона произошло от деревни «Веретье».  Номер 3 указывает на очерёдность строительства: застройка микрорайона началась позднее, чем Веретье-1 и Веретье-2 — в конце 1970-х годов.
Номерное название официальное, и, как отмечает топонимист Роман Разумов такие названия, как Веретье-1, Веретье-2, Веретье-3 «очевидно, трудны в повседневном использовании, поэтому их употребление ограничено юридическими документами и названиями остановок общественного транспорта».
Неофициальное название — «БАМ», связано с масштабностью, высокими темпами и сложными условиями строительства, как на строившейся в те же годы Байкало-Амурской магистрали. Для того, чтобы построить жилые дома на болоте, сооружались фундаменты на сваях длиной 9-12 метров.

## История
В августе 1965 года на рассмотрение городского градостроительного совета был вынесен новый генеральный план Рыбинска (разработан планировочной мастерской № 4 «Ленгипрогора», руководитель А. Синявер, главный архитектор В.П. Мухин). В частности, было предложено строительство второго моста через Волгу, который стал бы кратчайшим путем между новыми районами Веретья на правом берегу и посёлка Волжский на левом (Махнин, 138-139).
До начала строительства на месте микрорайона была заболоченная местность с торфяными болотами.
В восточной части микрорайона строились жилые дома для работников приборостроительного завода. Это отражено в топонимике улицы Приборостроителей. Из микрорайона до завода был запущен троллейбусный маршрут № 5.
Массовая застройка микрорайона началась в конце 1970-х годов, поэтому хрущевок и ранних «брежневских» домов на территории микрорайона практически нет.
Большая часть микрорайона застроена пятиэтажными панельными домами серии 111-121. Такие дома в основном находятся в глубине микрорайона, расположены под прямыми углами друг к другу с образованием внутренних дворов, параллельно и перпендикулярно улицам Приборостроителей и Черепанова.
По периметру микрорайона расположены кирпичные (серия 114-85) и панельные (серия 121-043) девятиэтажные дома новой планировки.
В связи с распадом СССР и экономическим кризисом 1990-х застройка микрорайона Веретье-3 не была завершена. К середине 2000-х микрорайон был застроен менее чем на 70 %, имелся ряд долгостроев, самым известным из которых был дом в конце улицы Приборостроителей (№ 36), доведенный до 4 этажа и хорошо заметный при въезде в город с Окружной дороги. Дом был достроен в конце 2008 года по программе расселения ветхого жилья. С этого момента строительство жилья было возобновлено. В настоящее время в микрорайоне строятся новые дома высотой 9-10 этажей в конце улицы Приборостроителей и на улице Суркова.
На улице Приборостроителей планировалось строительство 18-этажного жилого дома, который мог стать самым высоким жилым зданием Рыбинска. Позднее проект был скорректирован до 10 этажей.

## Инфраструктура
В микрорайоне располагаются три детских сада, школа № 30, детская поликлиника № 2 на улице Черепанова.
Торговля представлена семейным гипермаркетом «Магнит» и продуктовыми универсамами сетей «Дружба», «Пятерочка»,  «Молодежный». На северо-западной границе микрорайона находится строительный гипермаркет «Аксон».

## Транспорт
Автобусное и троллейбусное движение идет по улицам Приборостроителей, Черепанова и проспекту Революции.
На юге микрорайона на расстоянии 500 м от проспекта Революции расположена железнодорожная платформа «Веретье» (второе название «Четвертый километр»), на которой останавливаются пригородные поезда, отправляющиеся из Рыбинска в направлении станции Сонково. Вблизи микрорайона расположена одноименная автобусно-троллейбусная остановка.